# Anolis altitudinalis
Espèce
Synonymes
- Anolis isolepis altitudinalis Garrido, 1985

Anolis altitudinalis est une espèce de sauriens de la famille des Dactyloidae. 

## Répartition
Cette espèce est endémique de l'Est de Cuba.

## Publication originale
- Garrido, 1985 : Nueva subespecie de Anolis isolepis (Lacertilia: Iguanidae) para Cuba. Doñana Acta Vertebrata, vol. 12, no 1, p. 41-49.